# Asigliano Vercellese
Asigliano Vercellese är en ort och kommun i provinsen Vercelli i regionen Piemonte, Italien. Kommunen hade 1 442 invånare (2018).